# Sånglärkan 9

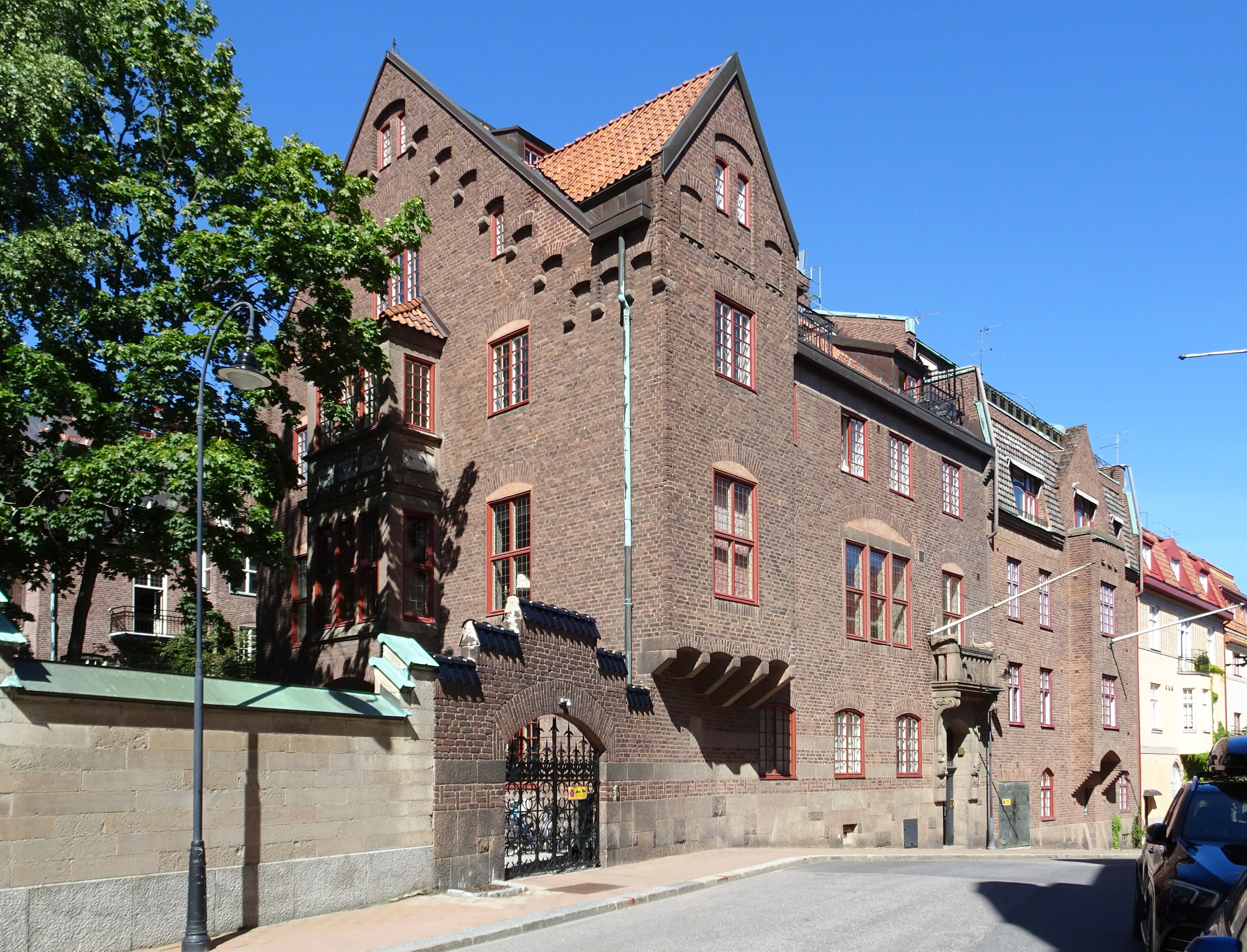
Sånglärkan 9 (närmast) och Sånglärkan 8, augusti 2022.

Sånglärkan 9 är en kulturhistoriskt värdefull före detta villafastighet i kvarteret Sånglärkan i Lärkstaden på Östermalm i Stockholm. Denna stadsvilla vid Baldersgatan 3 ritades av arkitekt Folke Zetterwall och uppfördes 1909–1910 av byggmästaren Frithiof Dahl för sig och sin familj. Fastigheten är grönmärkt av Stadsmuseet i Stockholm vilket innebär "särskilt värdefull från historisk, kulturhistorisk, miljömässig eller konstnärlig synpunkt".

## Bakgrund

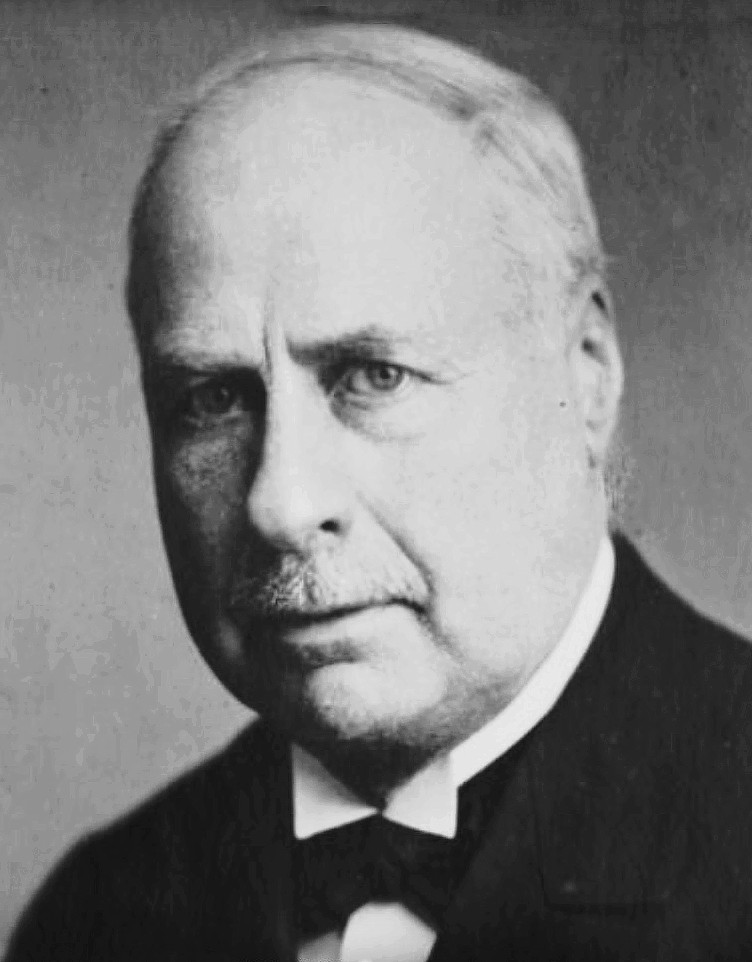
Byggherren Dahl.

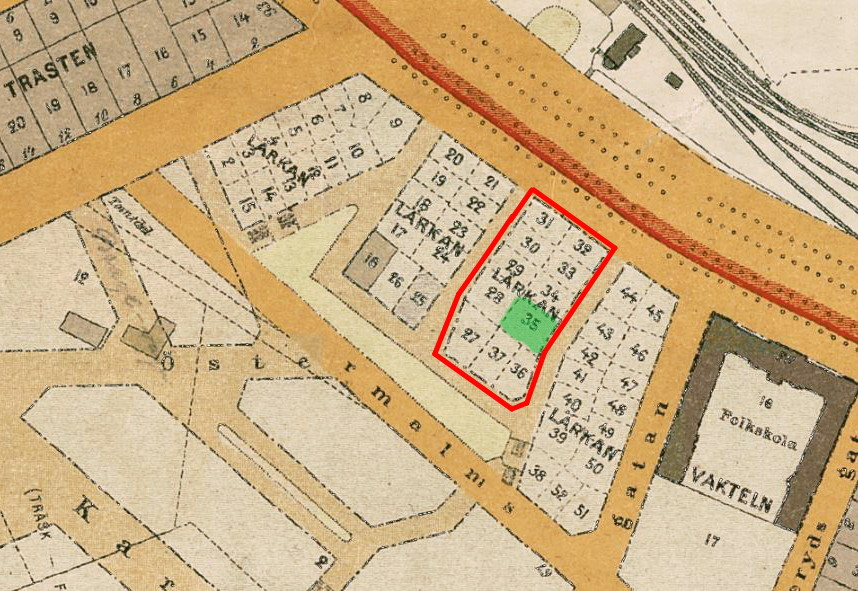
Före detta kvarteret Lärkan 1909 med nuvarande Sånglärkan 9 (grön).

Lärkstadens stadsplan upprättades av stadsplaneraren Per Olof Hallman. Hans avsikt var att skapa en villastad med enfamiljshus i två till tre våningar. Stadsvillorna i kvarteret Sånglärkan hade en rad kända personer som byggherrar, bland dem Hallman själv som byggde sin villa på fastigheten Sånglärkan 6 vid Baldersgatan 7. I samma kvarter byggdes även stadsvillor för Anders Sandrew (Sånglärkan 7), läkarparet Nils Gideon Holmin och Lilly Paykull (Sånglärkan 8), affärsmannen Paul U. Bergström (Sånglärkan 10) och så Stockholms storbyggmästare, Frithiof Dahl, som flyttade till Sånglärkan 9.
I februari 1909 inleddes auktionerna av de 51 villatomterna i kvarteret Lärkan. Det infann sig 150 spekulanter och 41 tomter såldes omgående. Tomt nummer 35 med storlek 515,1 m² å fri och egen grund köptes av Frithiof Dahl för 12 000 kronor.  Köpet skulle dock först godkännas av drätselkammaren vilket så skedde. Dahl anlitade arkitekt Folke Zetterwall att gestalta huset. Tillsammans med Zetterwall byggde Dahl flera hus i Stockholm. Även Zetterwall kom att flytta till Lärkan, Tofslärkan 7, också byggd av Dahl.

## Byggnadsbeskrivning

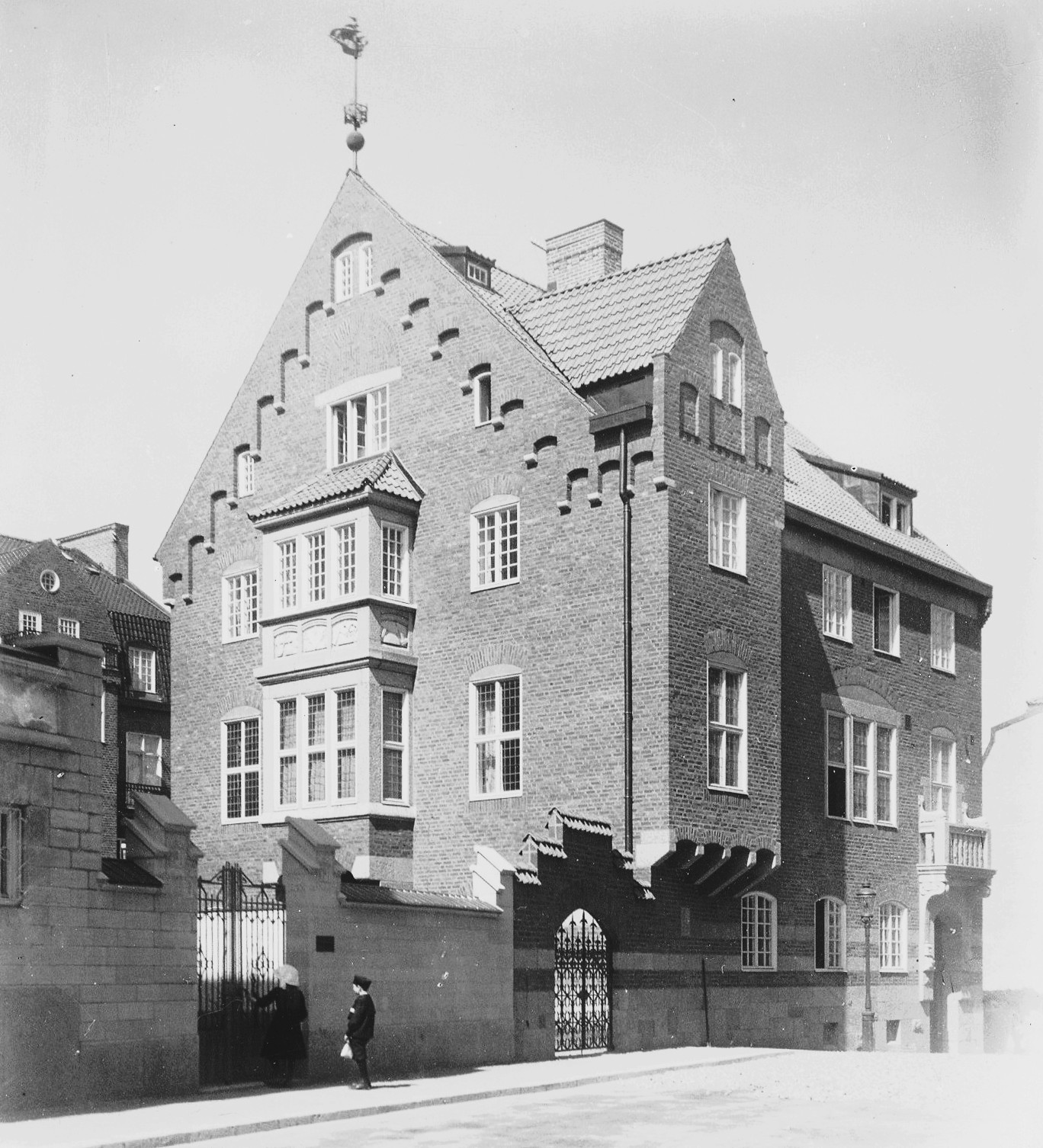
Sånglärkan 9, nyss färdigställd, 1911.

### Exteriör
Sånglärkan 9 uppfördes av Dahls byggbolag i samarbete med Skånska Cementgjuteriet. Huset fick 3½ våningar med inredd vind och delvis utbyggd källare. I motsats till de flesta andra villor i lärkan-kvarteren, som sammanbyggdes med sina grannhus, bildade Sånglärkan 9 gavelhuset i raden Sånglärkan 6–9. Till fastigheten hörde en infart från gatan och en mindre trädgård i nordväst. Fasaderna uppmurades i rödbrunt tegel. Sockel, portal och andra detaljer utfördes av granit. 
Mot gatan dominerar ett högt burspråk i tegel som avslutas med en gavelspets ovanför taket. Den fria gaveln mot söder pryds av ytterligare ett burspråk som smyckas av reliefer i sten symboliserande yrken tillhörande byggnadskonsten. Den höga gavel mot söder har tegeldekoration som för tanken till en trappgavel. Husets småspröjsade, delvis blyglasade fönster med rödmålade snickerier ger byggnaden en borgliknande, medeltida karaktär. Arkitekturen är kraftfull och monumental i nationalromantisk stil.
Iögonfallande är husets dekorationer med nautisk anknytning. Dahl var känd profil inom seglarvärlden och medlem i KSSS samt en av stiftarna till Stockholms Yachtklubb. Hans intresse för segling och hav återspeglas i fasadutsmyckningarna på stadsvillan. Porten flankeras av två skulpturer i natursten visande en segelbåt i ett stormande hav och ett fyrtorn bland höga vågor.  På balkongräcket vilar två delfiner huggna i granit och ursprungligen fanns på gavelspetsen en vindflöjel i form av ett segelfartyg. På entrédörren fortsätter det nautiska motivet med sniderier visande två fiskar och en krabba.

### Interiör

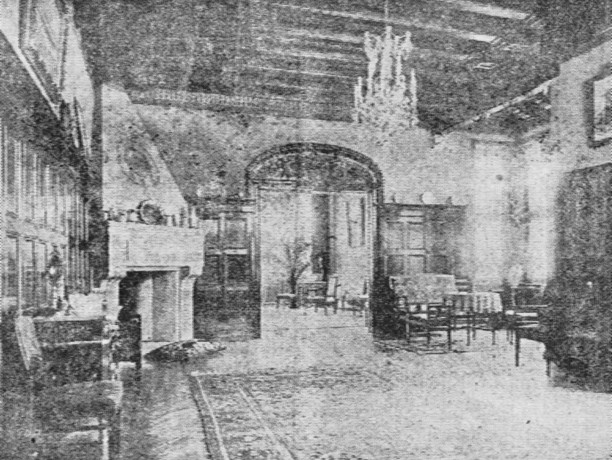
Övre hallen 1910.

Villans interiör och rumsfördelningen koncipierades generös och påminner om en herrgård. Den ursprungliga planlösningen var:
- Källarvåning – matkällare, vinkällare, pannrum med kolrum och vedförråd
- Bottenvåning – rymlig hall med kapprum, herrum, kontor, jungfrurum och garage
- Våning 1 trappa – vardagsrum, salong, matsal, kök med serveringsrum och ”budoar” (ett litet damrum)
- Våning 2 trappa – sängkammare med rymligt toalettrum, barnkammare, sovrum, badrum med badkar, jungfrurum, rum för betjäning och gästrum.
- Vindsvåning – tvättstuga, torkvind, strykrum, slöjdrum.

En hiss installerades 1932 i huvudtrappan och 1943 byggde Dahl om vinden till ett smalfilmslaboratorium för sin son Ragnar. Här fanns rum framkallning, klippning, kopiering, ljudpåläggning samt ett litet visningsrum.
Efter Dahls död 1952 övertogs fastigheten av Japans ambassad i Stockholm och blev ambassadörens residens. Idag (2022) är Sånglärkan 9 ombyggd till tre lägenheter. Fastigheten ägs av bostadsrättsföreningen Sånglärkan 9 som bildades 1999. Bland de boenden (2022) märks finansmannen Claes Dinkelspiel.

## Nutida bilder

Fasaddetaljer
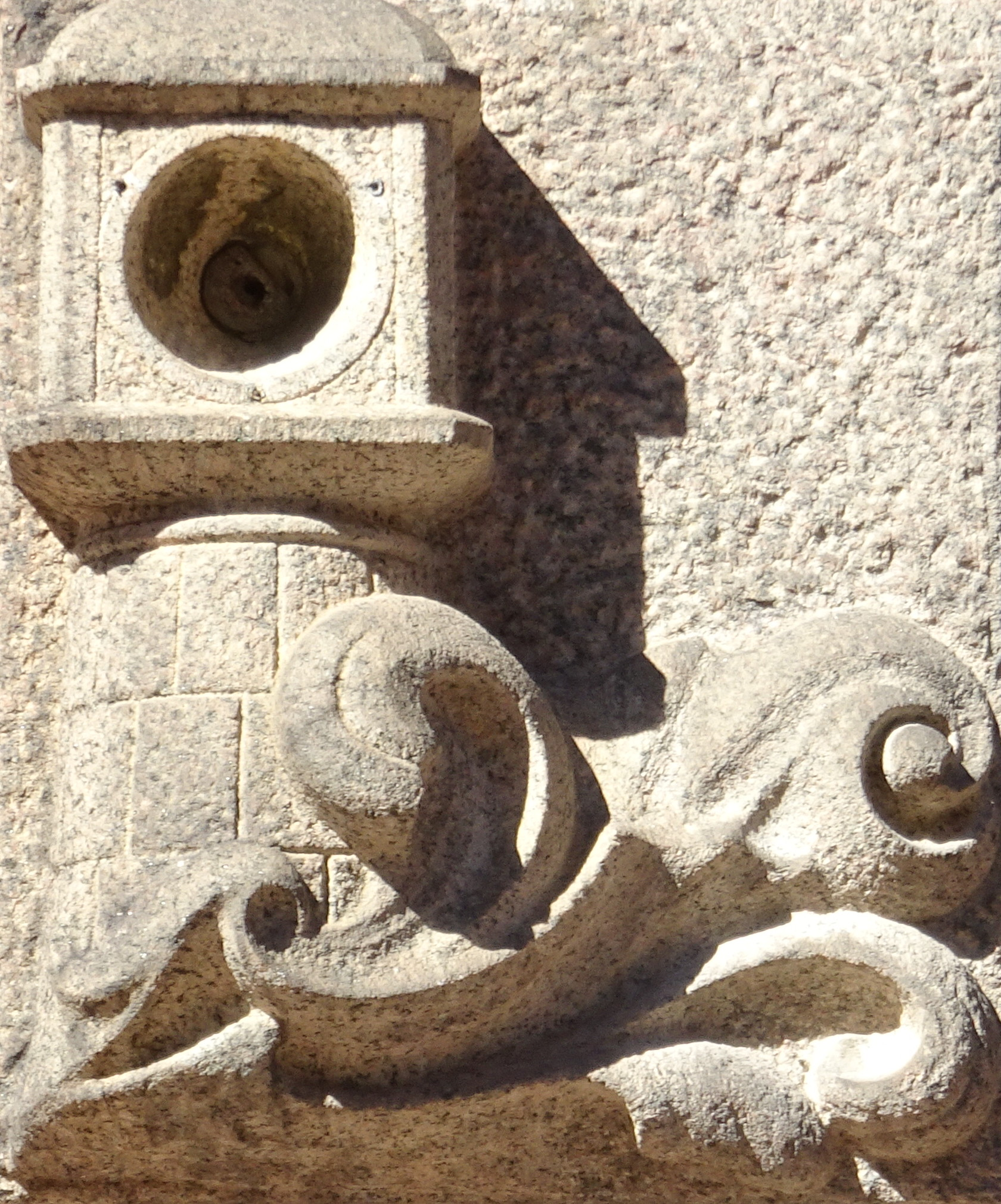
Fyrtorn (till vänster om entrén).
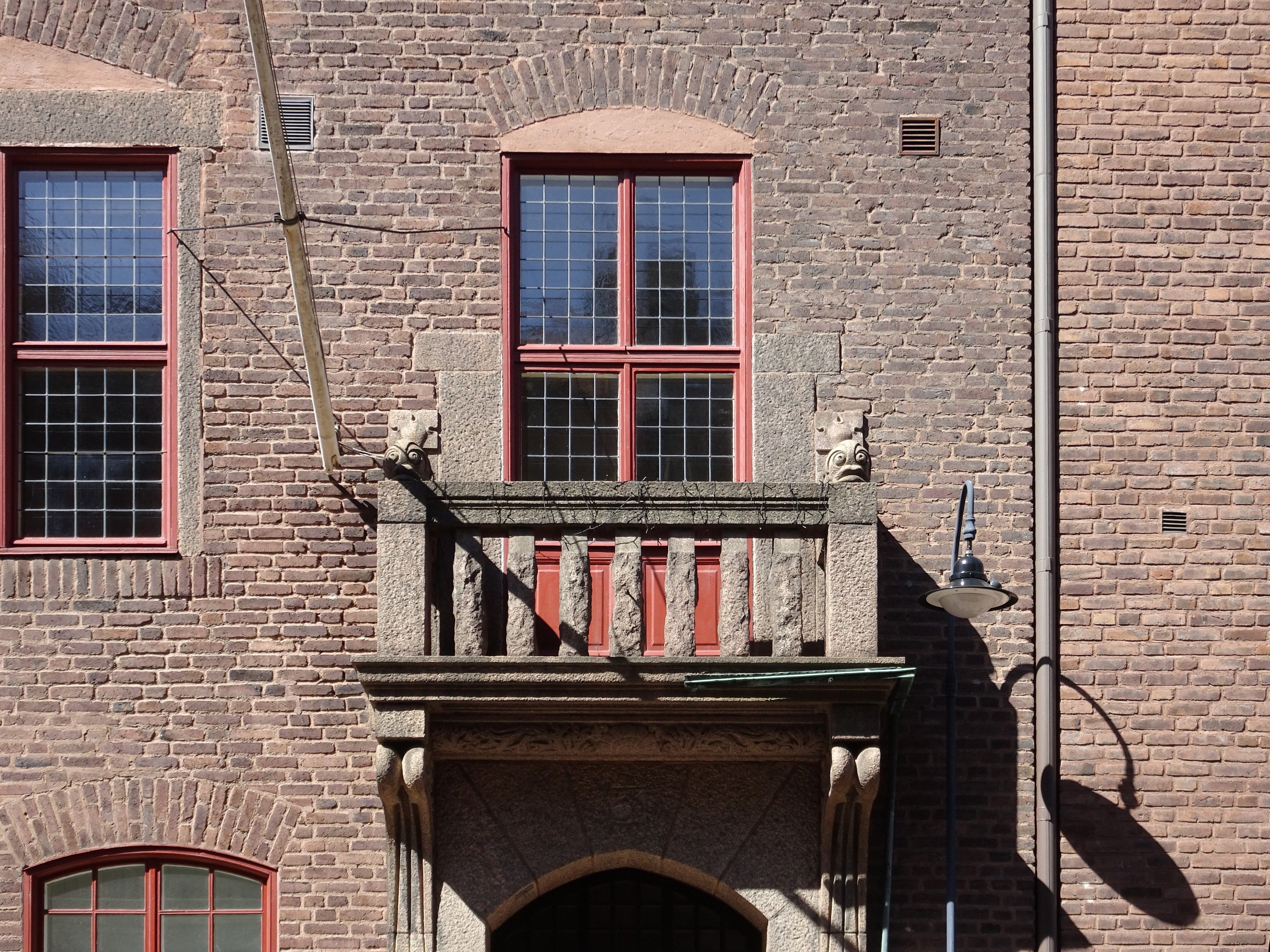
Balkong med delfiner.
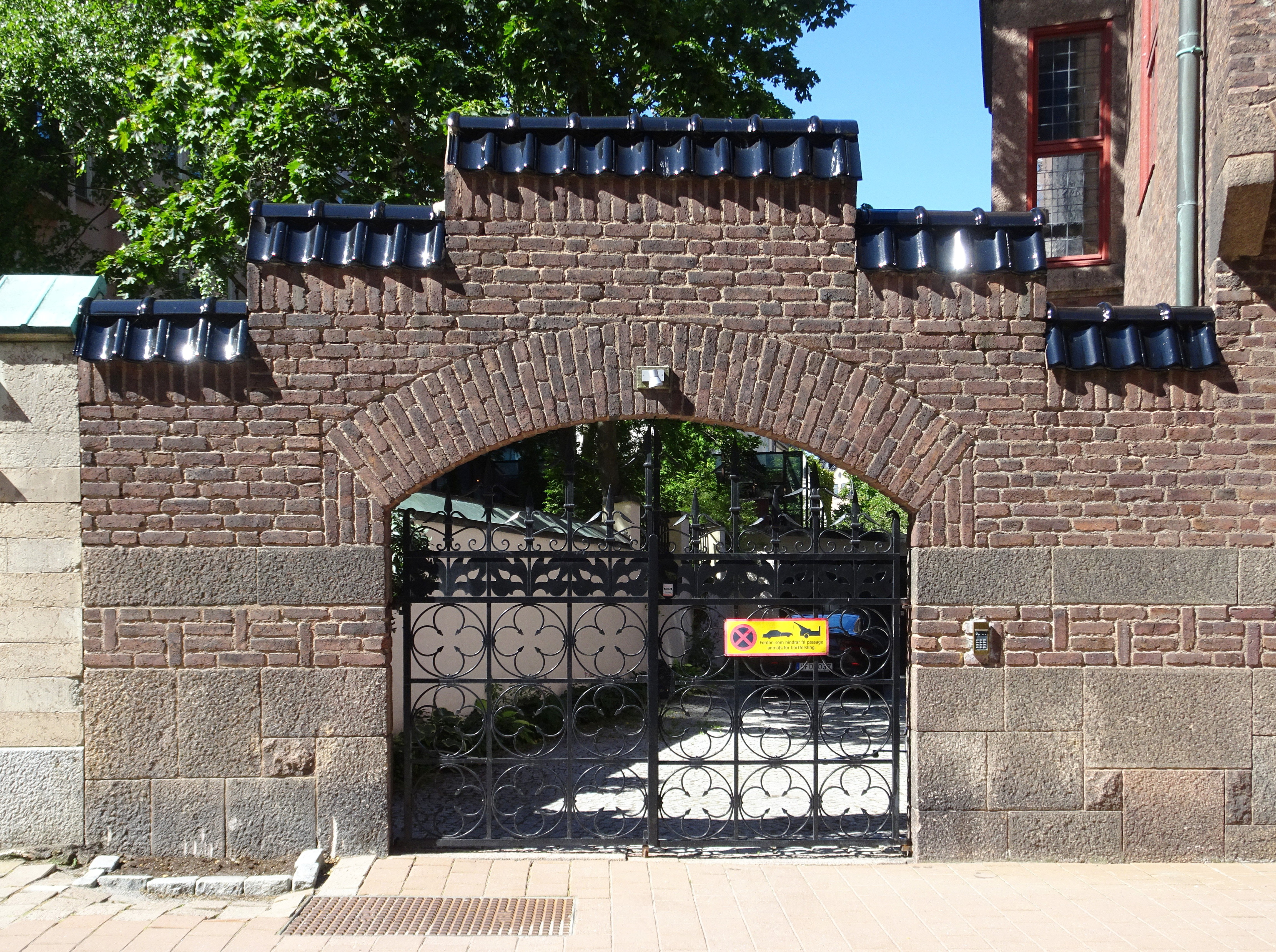
Infart till gården med smidesgrind.
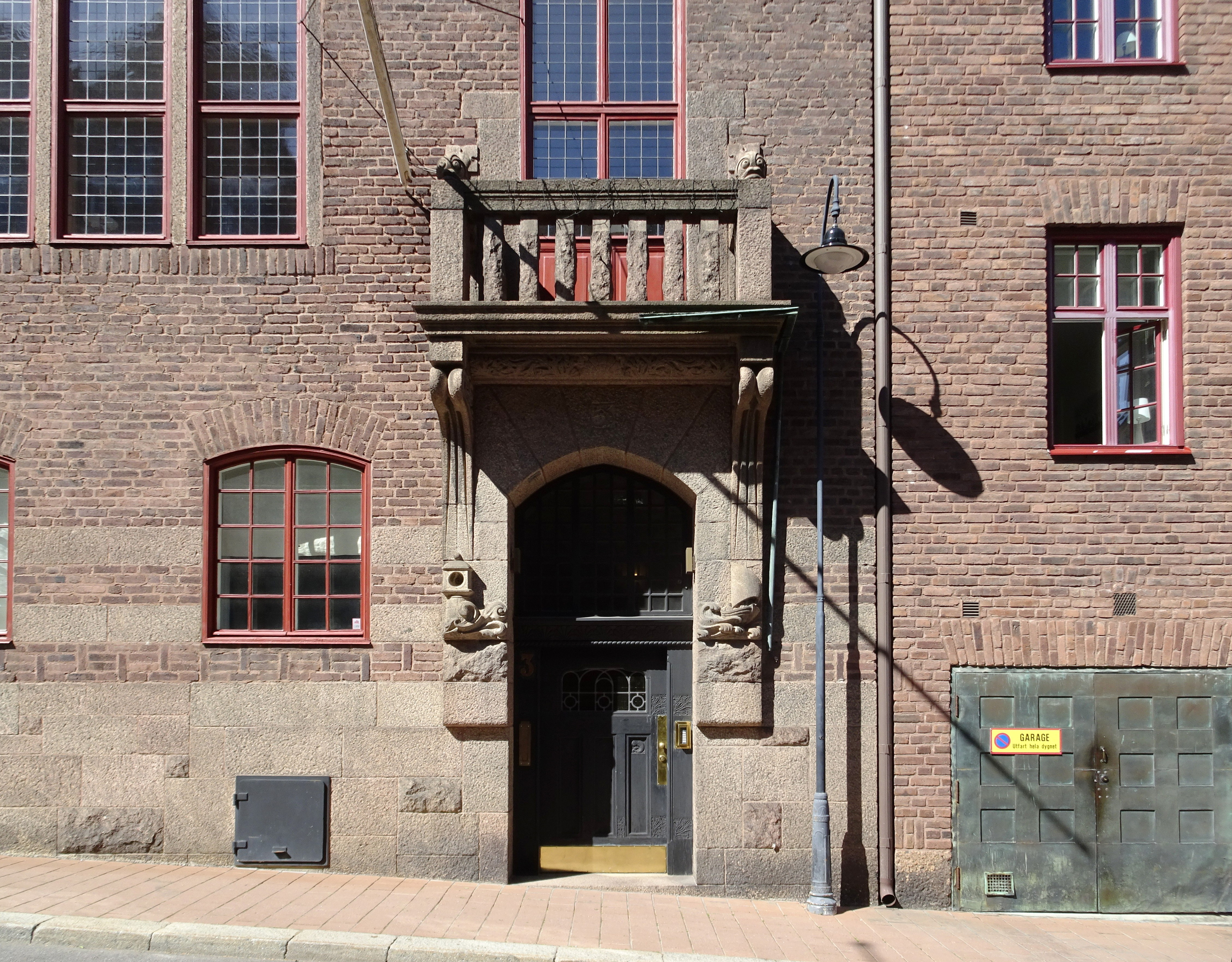
Portal med huvudentrén.
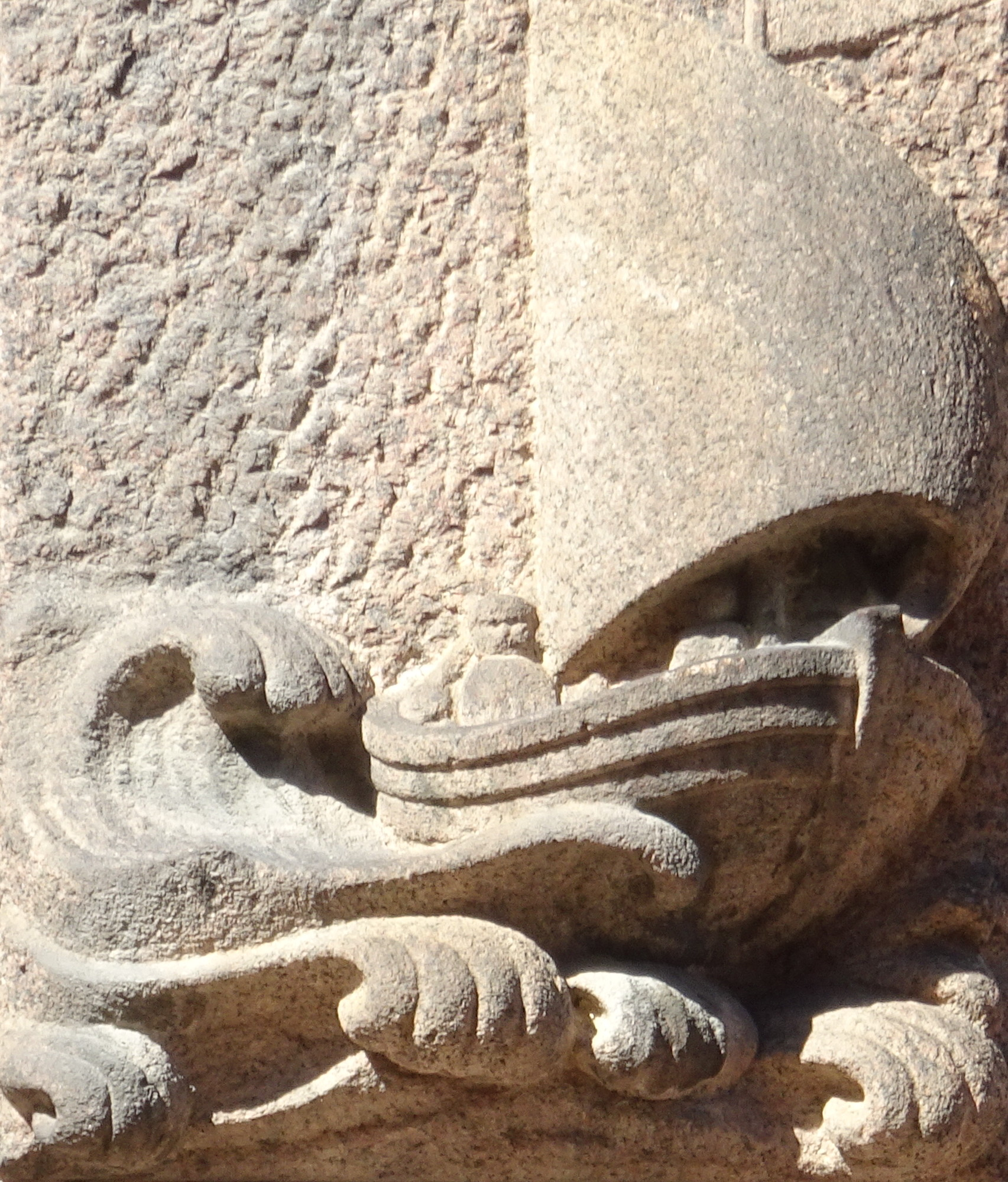
Segelbåt (till höger om entrén).